# 屿头乡 (台州市)
屿头乡，中国浙江省台州市黄岩区下辖的一个乡。

## 行政区划
现辖：
前礁村、联一村、屿头村、前山头村、引坑村、沙滩村、上凤村、岙头村、高钻村、梨坑村、石狮坦村、三联村、田料村、大木坑村、新村、大湾村、垟坑村、周家寮村、栅头村、里岙村、布袋坑村、昌孔头村、下庵村、牛角丘村、白石村、前岙村、凉树山村和后庵村。

## 中国传统村落
2013年8月，布袋坑村获批第二批中国传统村落。